# Kuchnia elektryczna
Kuchnia elektryczna (kuchenka elektryczna) – urządzenie kuchenne zamieniające energię elektryczną na ciepło używane do gotowania, smażenia i pieczenia. Podgrzewanie zachodzi na płytach grzejnych lub w piekarniku.
Ze względu na rodzaj elementów grzejnych płyty kuchennej wyróżnia się kuchnie: 
- tradycyjne – z żeliwnymi krążkami grzewczymi
- ceramiczne – elementy grzejne znajdują się pod płytą szklano-ceramiczną przezroczystą dla podczerwieni
- indukcyjne – pod powierzchnią grzejną kuchenki znajdują się elementy wytwarzające pole magnetyczne dużej częstotliwości, które wywołuje prądy wirowe w naczyniu stojącym na powierzchni grzejnej.

Rodzaje płyt grzejnych:
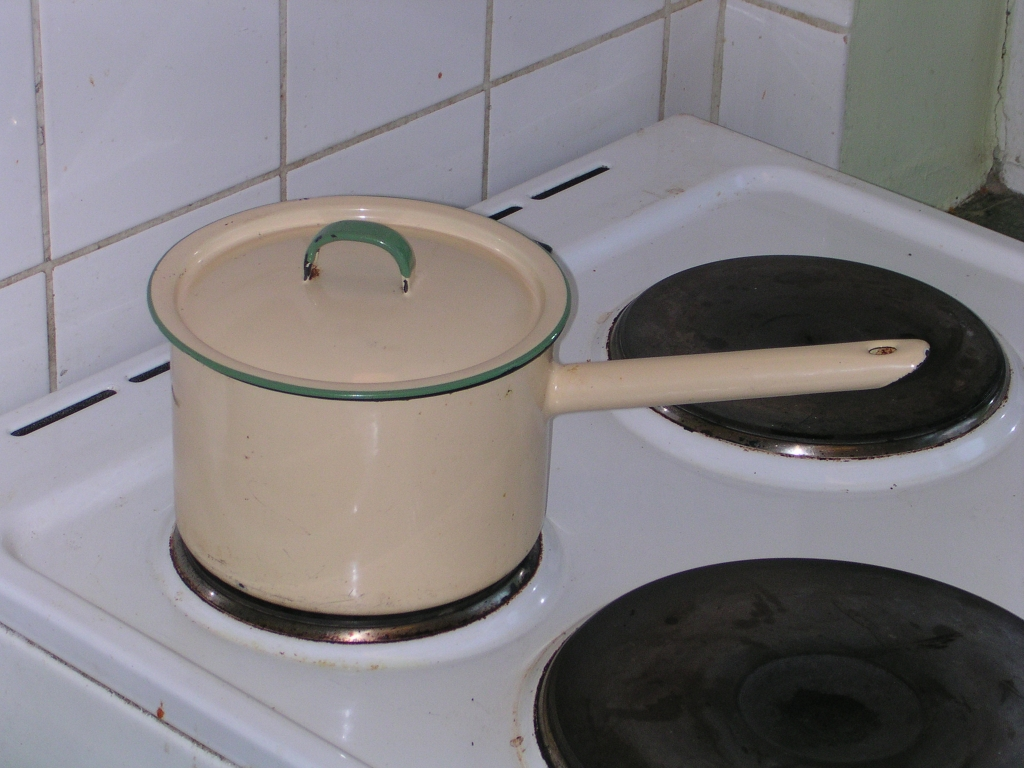
tradycyjna
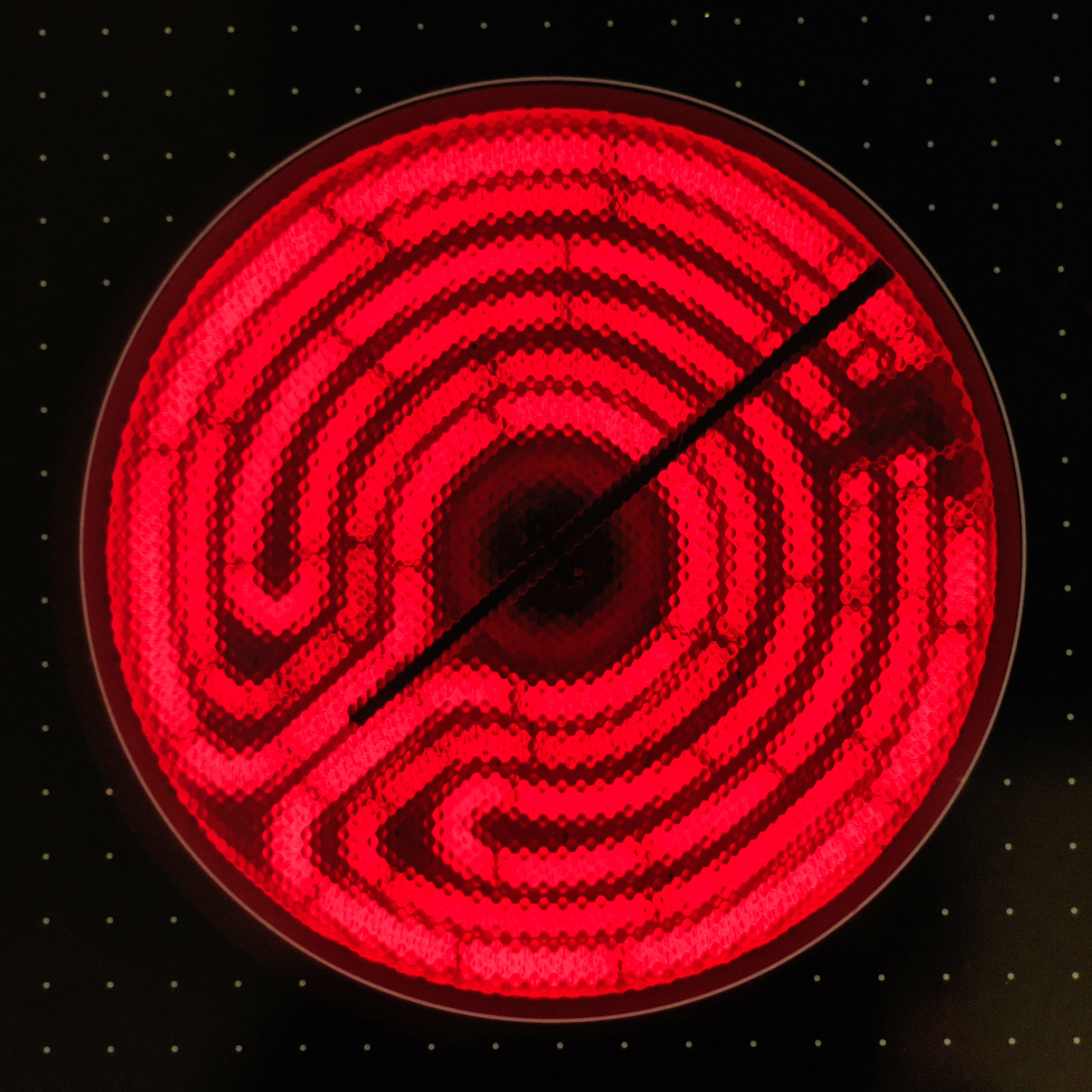
ceramiczna
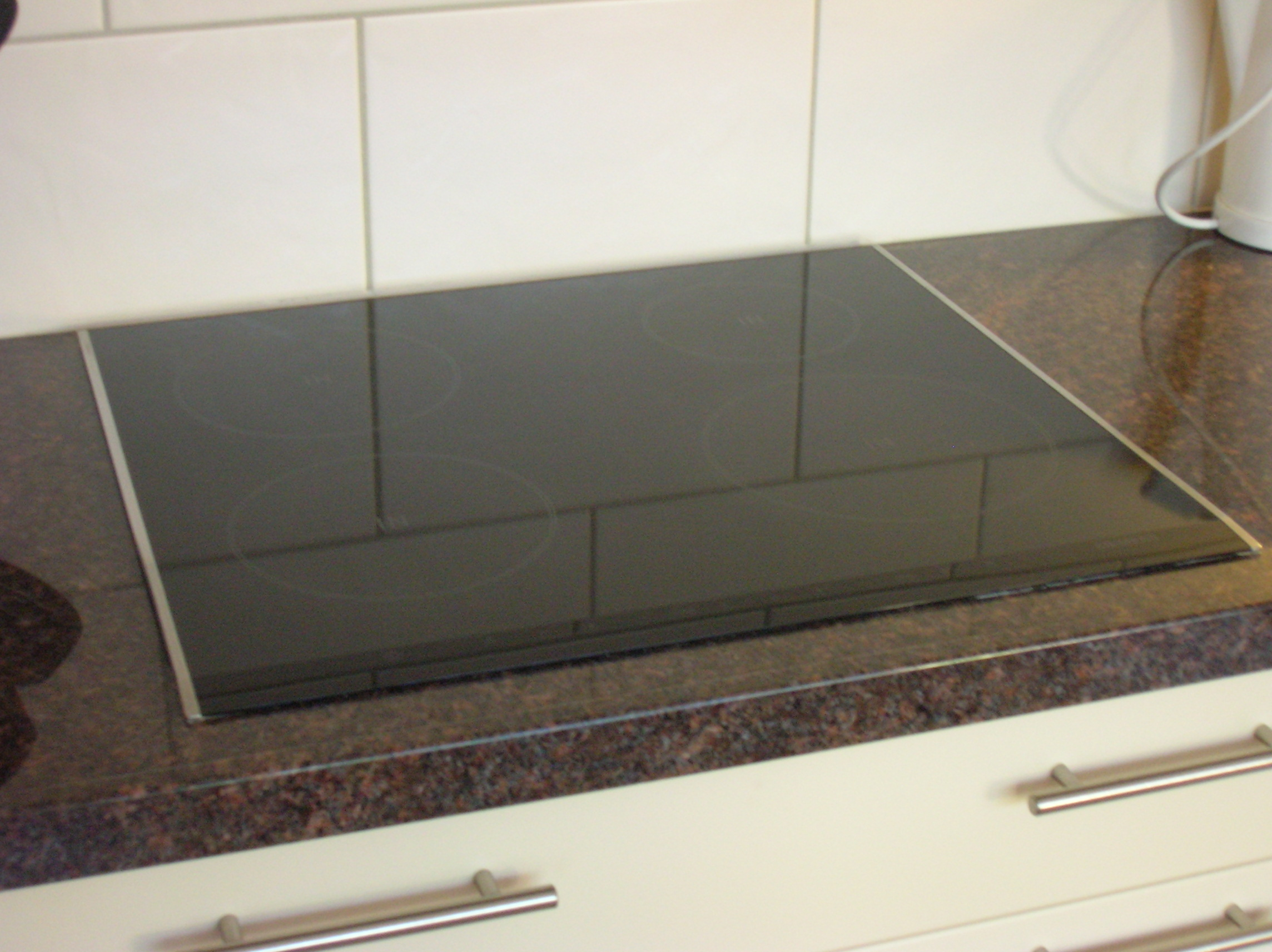
indukcyjna